# Pennatula prolifera
Pennatula prolifera är en korallart som beskrevs av Jungersen 1904. Pennatula prolifera ingår i släktet Pennatula och familjen Pennatulidae. Inga underarter finns listade i Catalogue of Life.